# Академическая (станция метро, Троицкая линия)
«Академи́ческая» — пусковая станция Московского метрополитена на Троицкой линии. Будет связана пересадкой с одноимённой станцией на Калужско-Рижской линии. Расположится в Академическом районе (ЮЗАО) у пересечения Профсоюзной улицы и улицы Дмитрия Ульянова. Открыть станцию планируется в 2025 году в составе участка от станции «ЗИЛ» до станции «Новаторская».

## Проектирование
Согласно Адресной инвестиционной программе города Москвы станция проектируется в составе 6,5-километрового участка от станции метро «Новаторская» до станции «Крымская» с ещё одной промежуточной станцией «Вавиловская» на данном участке с предусмотренной возможностью продления Троицкой линии от «Севастопольского проспекта» до «Нижегородской» Некрасовской линии с перспективным формированием диаметральной линии метрополитена. Первоначально планировалось начать строительство участка в 2020 году, а закончить — к 2024-2025 годах. В октябре 2020 года утверждён дизайн-проект станции: путевые стены украсят античные произведения искусства, выполненные в технике граффити, а через всю станцию красной нитью проходит образ «порталов» в виде анфилады на платформенной части.

## Строительство
Строительством управляет инжиниринговый холдинг «Мосинжпроект» — оператор программы развития московского метро.
- Январь-март 2021 года — огорожена площадка по краям сквера вдоль улицы Дмитрия Ульянова (южнее площади Хо Ши Мина), ведутся геолого-разведочные работы[13];
- Май 2021 года — начато ограждение котлована, в сквере ведётся установка чугунных свай (в источнике — «строительство ограждающих конструкций котлована станции»)[14].
- Август 2021 года — все сваи забиты, рабочие приступили к выемке грунта из котлована. Также началась подготовка (вырубка деревьев) на месте будущего выхода из метро в районе дома № 26.
- Конец декабря 2021 года — началась проходка левого перегонного тоннеля между строящимися станциями «Вавиловская» и «Академическая»[15]; северо-западнее пересечения улиц Вавилова и Дмитрия Ульянова (в сквере) огорожена площадка 15 на 50 метров для прохождения сбойки между тоннелями, а также установки венткиоска.